# Peshawar
Peshāwarⓘ (tiếng Urdu: پشاور, tiếng Pashtun: پېښور Pekhawar/Peshawar, Hindko: پِشور Pishor), là thủ phủ của Khyber-Pakhtunkhwa và là trung tâm hành chính và kinh doanh của Các Khu vực Bộ lạc Liên bang Quản lý của Pakistan. 
Thành phố có dân số ước tính năm 2010 là 1.439.205 người. Đây là thành phố lớn thứ 8 quốc gia này.